# Horstedt (Nordfriesland)
Horstedt település Németországban, Schleswig-Holstein tartományban. Lakosainak száma 806 fő (2023. december 31.). Horstedt Husum és Hattstedt községekkel határos.

## Népesség
A település népességének változása:
| Lakosok száma | 489  | 776  | 790  | 820  | 828  | 806  |
|               | 1975 | 2017 | 2019 | 2021 | 2022 | 2023 |